# Rafael de Diego Larrañaga
Rafael de Diego Larrañaga (Getaria, 7 de maig de 1944 - Luanco, 17 d'agost de 1982) fou un futbolista basc de les dècades de 1960 i 1970.

## Trajectòria
Es formà al futbol base de la Reial Societat, club amb el qual debutà professionalment a la Segona Divisió. Aviat fixà la seva residència a Oviedo per estudiar la carrera de Química i fitxà pel club de la ciutat. El 1967 fou fitxat pel Reial Madrid però no gaudí de massa minuts. La temporada 1970-71 jugà al Centre d'Esports Sabadell a primera divisió. La següent temporada marxà al Sevilla FC, baixant a Segona en acabar la temporada, i el 1972 fou contractat pel RCD Espanyol, club on romangué dues temporades. El 1974 retornà a Astúries, on defensà els colors de l'Sporting de Gijón fins al 1976 i on passà els darrers anys de la seva carrera futbolística abans de retirar-se per dedicar-se al negoci de les indústries químiques.
Va jugar un partit amb la selecció catalana de futbol el 21 de febrer de 1971 enfront del País Basc a San Mamés en un homenatge a Juan Gardeazábal. Catalunya guanyà 1 a 2, essent De Diego l'autor dels dos gols.
Va morir a causa d'una explosió a Luanco (Astúries) l'any 1982, on van morir també la seva mare, la seva esposa i dues de les seves filles.